# ترکان قنقلی
ترکان قَنقلی  یا قوم قَنقلی قومی از ترکان دشت قبچاق (واقع در ترکستان امروزی) بودند. ترکان خاتون (مادر محمد خوارزمشاه) از ترکان قنقلی بود.